# Veronica Vernocchi
Veronica Vernocchi detta "Ringhio" (Genova, 27 agosto 1978) è un'artista marziale italiana.

## Titoli
- 2011 Campionessa Italiana 1ª serie Low kick

## Palmarès
| 20 Vittorie (4 per (T)KO, 16 per decisione), 2 Sconfitta, 0 Pareggi,0 No Contest |            |           |                 |                                             |               |       |       |
| Data                                                                             | Specialità | Risultato | Avversario      | Evento                                      | Modalità      | Round | Tempo |
| 24.03.2012                                                                       | K-1        | Vittoria  | Paola Cappucci  | OKTAGON 2012 - Forum Assago, Milano, Italia | Per decisione | -     | -     |
| 18.02.2012                                                                       | K-1        | Vittoria  | Esterella Lanzi | 1º HIP HOP IN THE CAGE, Genova, Italia      | Per decisione | -     | -     |
| 04.02.2012                                                                       | K-1        | Vittoria  | Donatella Panu  | THAIBOXEMANIA OKTAGON 2012, Torino, Italia  | Per decisione | -     | -     |